# PRIAM enzyme-specific profiles
PRIAM enzyme-specific profiles(PRofils pour l'Identification Automatique du Métabolisme)은 단백질 서열에서 가능성이 있는 효소를 자동으로 찾아내는 방법이다. PRIAM은 각 효소 항목에 대해 자동으로 생성된 위치 가중치 매트릭스(프로파일이라고도 함)을 사용한다.

## 같이 보기
- 효소